# 灵体会
灵体会一词出自阿博都巴哈，指由选举所产生的巴哈伊信仰的行政管理机构。和其他宗教相比，巴哈伊信仰無专门的神职人员，社群管理事务更多由灵体会负责。灵体会一般有地方和国家两层结构。

## 性质和目的
关于灵体会的性质和目的及选举方式，巴哈伊核心人物的著作中都有广泛涉及，巴哈欧拉、阿博都巴哈和守基·阿芬第对此进行了相当详细的描述。因此，巴哈伊认为，相比缺乏神圣经文基础的犹太教、基督宗教及伊斯兰教的宗教机构而言，巴哈伊的灵体会在性质上是神圣的。
世界正义院曾赋予地方灵体会以“神圣指引的传播管道、传导工作的计划者、人力资源的开发者、社群的建设者、巴哈伊忠诚的指导者”的责任。在实践中，地方灵体会处理的主要事务包括：管理本地的巴哈伊基金、运作可能存在巴哈伊中心、组织巴哈伊的活动、解决社群成员的个人困难、处理社群成员的婚姻与丧葬事宜、提供针对成人及儿童的教育计划、传播信仰、促进地区的社会与经济发展及新加入巴哈伊社群成员的管理工作。灵体会通过个人与任务小组的形式履行其职能。国家灵体会在国家层面承担类似的职能：如协调巴哈伊著作的出版与发行事宜、与全国性的组织与政府机关保持联系，监督地方灵体会及可能存在的区域灵体会的工作，划分地方灵体会的区域范围，提供各种教育和培训计划，在国家层面规划社群的发展。

## 地方灵体会
地方灵体会这一机构最早于巴哈欧拉所著的律法书-亚格达斯经中被提及：
主命定在每一座城市建立一所正义院，在正义院集会磋商的顾问们的人数应等于巴哈之数，但如超过此数，也无关紧要。他们应该认为自己进入的是上苍，那尊贵者、至高无上者临在的殿堂，并认为自己看见的是祂，那未被看见者。他们应当是慈悲者在人群中所信赖的人，应当认为自己是上苍为居住在地上的所有人而委任的护卫者。他们有责任共同磋商，为了上苍，他们必须像关心自己的利益一样关心上苍的仆人们的利益，并且作出适当而得体的选择。
此书除了给该机构以名称外，还规定了机构组成所需最少的人数——即“巴哈”这一词语的数学价值——九人。巴哈欧拉要求该机构照管巴哈伊社群的财物应该像照看他们自己的财物一般。巴哈欧拉在亚格达斯经中也谈及了最高行政机构或他称之为世界正义院的职能。大约在1878年，一位杰出的巴哈伊教师，Mírzá Asadu'lláh Isfahání在伊朗的德黑兰组织了一个非正式的巴哈伊协商团体。 第一个官方的巴哈伊协商机构是在阿博都巴哈的指令下，由圣辅Hají Ákhúnd于1897年在德黑兰建立的，1899年该机构正式成为巴哈伊行政体系中选举体系的组成部分，但该机构的具体名称现在则无从考证。

## 国家灵体会
国家灵体会首次在阿博都巴哈的遗嘱中提及，但是这在数年之后，即1922年遗嘱被公开时才得以确定，这种机构形式会正式确立。1909年，Hippolyte Dreyfus在他的书《世界性宗教：巴哈伊教，其兴盛及社会意义》中大篇幅地写到了国家正义院（National House of Justice，当时的国家灵体会称谓）。 在同年，美国和加拿大的巴哈伊信徒为巴哈伊灵曦堂团体选举产生了9名成员的“执行委员会”。该团体是为在芝加哥郊外的威爾梅特兴建洲际灵曦堂而组成的一个磋商性团体。继而，巴哈伊灵曦堂团体，每年召开例会，指定委员会出版巴哈伊文献，协助在北美洲传播巴哈伊信仰，并且校对巴哈伊出版物的准确性。直到1921年11月阿博都巴哈去世时，巴哈伊灵曦堂团体一直起到国家层面的巴哈伊协调机构的功能。
1922年5月5日，守基·阿芬第在给世界巴哈伊的的信中要求举办地方灵体会的选举，并进一步号召选举出的地方灵体会“间接选举”产生国家灵体会。守基·阿芬第同时列举了国家灵体会为了实现其职能而应设置的委员会。“间接选举”是 阿博都巴哈的遗嘱中提及的，由每个地区的巴哈伊选举出一名或多名人员，代表其参加全国巴哈伊会议，同时代表其选举产生国家灵体会的九名成员。在1928年出版的《巴哈伊世界》一书中列举了当时已建立的九个国家灵体会，他们是波斯、美国与加拿大、大不列颠及爱尔兰联合王国、印度、缅甸、埃及、突厥斯坦、高加索和伊拉克的国家灵体会。其中，位于其首都德黑兰地区的波斯的灵体会开始只是由该地区的巴哈伊社群选举产生，直到1934年波斯全国的巴哈伊成员得以列明，从而可以举行地区的代表选举，进而可以举行全国的巴哈伊会议后，情况才开始改变。突厥斯坦和高加索的国家灵体会也存在类似的发展过程。到了1953年，世界范围内国家灵体会的数量增长到了12个，到了1963年增长到了56个，到了1968年增长到了81个，到了1988年增长到了148个,到了2001年增长到了182个。在上述历程中，多国共同的国家灵体会的发展变化也值得注意：如在1951年，所有南美洲国家只选举产生一个共同的国家灵体会，但是到了1963年，基本每个南美洲国家都有了自己的国家灵体会。随着享有宗教自由地区的不断增多，国家灵体会的数量依然在不断增长中。除了多国共同的灵体会，也有的国家灵体会建立于一国的某个区域：如因为在地理上独立于美国本土的四十八个洲，阿拉斯加、夏威夷、波多黎各有自己的“国家”灵体会。西西里岛有自己的国家灵体会则是因为守基·阿芬第曾经说过：类似加勒比那样的地区，其中的主要岛屿应该选举出自己的国家灵体会。国家灵体会和地方灵体会一样，每年选举产生九名组成人员，选举按惯例一般于里兹万节期间举行。所有的巴哈伊选举都在祈祷的氛围中举行，选举中提名、竞选活动、对被选举人个人的讨论都是被禁止的。
国家灵体会的所有成员作为选举人选举产生巴哈伊信仰的最高行政管理机构世界正义院，世界正义院于1963年完成第一次选举并建立。